# Henry de Bracton
Henry de Bracton ou Henry of Bracton, Henrici Bracton, Henry Bratton ou Henry Bretton est un jurisconsulte anglais. Né vers 1210 dans le Devonshire, il est décédé vers 1268 à Exeter.

## Biographie
Docteur  de l'université d'Oxford, il est un des juges itinérants nommés par Henri III. Juge aux assises du Somerset, Devon et Cornwall (1248-1268), membre de ce qui deviendra la Cour du Roi (Coram Rege), qu'il quitte en 1257, il devient en 1259 recteur de la paroisse de Combeinteignhead puis, en 1261, de Bideford. Archidiacre de Barnstaple (1264), il est nommé la même année chancelier de la cathédrale d'Exeter où il est inhumé dans la nef.
Bracton est célèbre pour ses écrits sur la loi, particulièrement pour De Legibus et Consuetudinibus Angliae, le plus ancien livre sur le droit anglais.